# Rayon de Molière
 (décembre 2014).
Si vous disposez d'ouvrages ou d'articles de référence ou si vous connaissez des sites web de qualité traitant du thème abordé ici, merci de compléter l'article en donnant les références utiles à sa vérifiabilité et en les liant à la section « Notes et références ».
Le rayon de Molière est une grandeur qui caractérise le développement latéral d'une gerbe électromagnétique dans un matériau donné. Il est défini comme le rayon d'un cylindre contenant en moyenne 90 % de l'énergie déposée par la gerbe,.
Son nom honore le physicien allemand Gert Molière (1909-1964).